# Anthurium albidum
Anthurium albidum är en kallaväxtart som beskrevs av Luis Aloysius, Luigi Sodiro. Anthurium albidum ingår i släktet Anthurium och familjen kallaväxter. Inga underarter finns listade.